# Ultrafragola

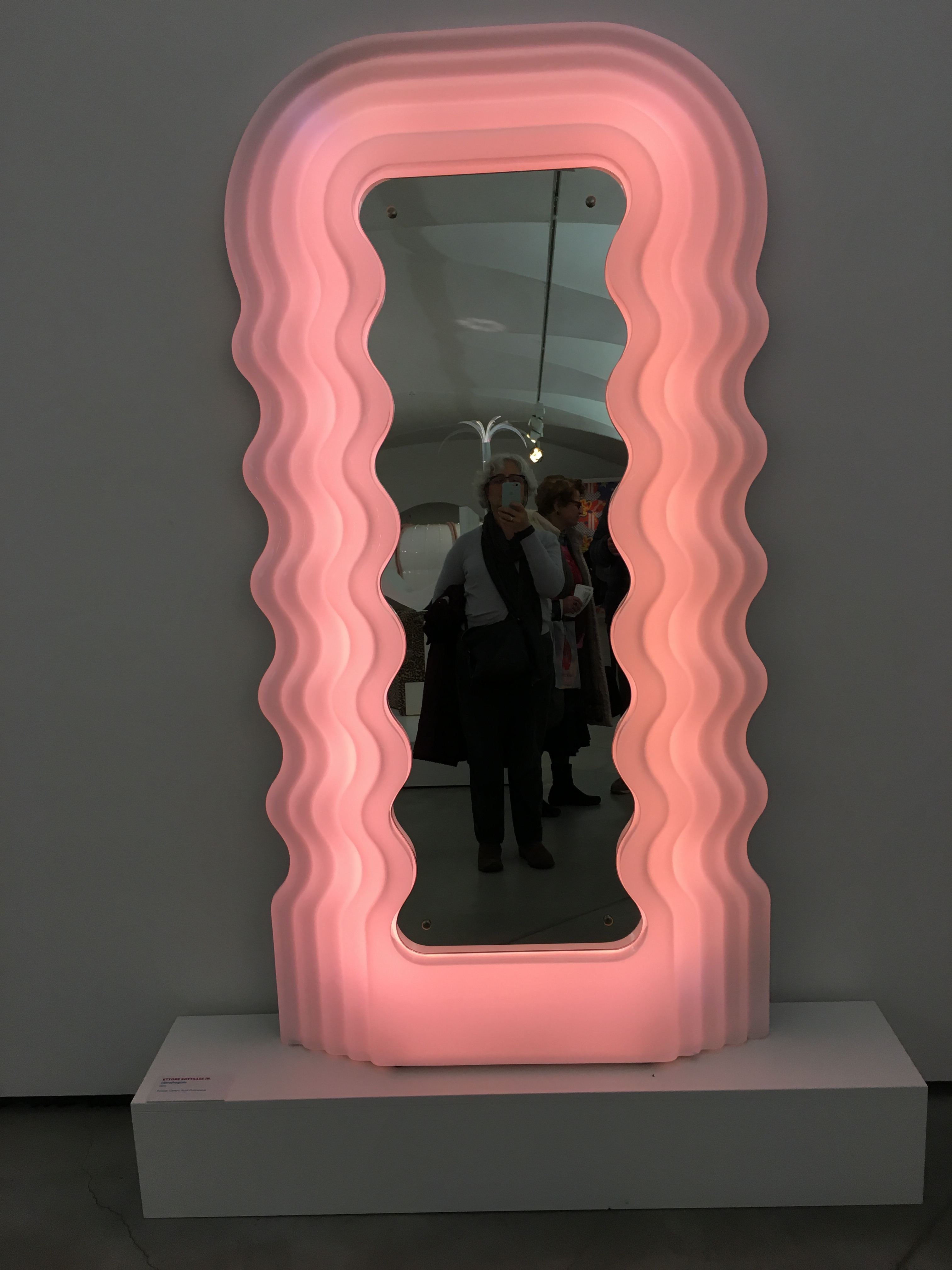
Un miroir Ultrafragola avec la lampe néon allumée, en décembre 2017.

L'Ultrafragola (français : Ultrafraise,), surnommé le miroir à selfie (anglais : the Selfie Mirror), est un miroir à néon conçu par Ettore Sottsass en 1970. Il devient au XXIe siècle un objet de la culture numérique, prisé par des célébrités et influenceurs.

## Histoire
Dessiné en 1970 par l'architecte et designer italien avant-gardiste Ettore Sottsass, son aspect pop et « ludique » brise les codes de l'époque,. La même année, ce miroir — produit à partir de son moule d'origine à Florence — est présenté à l'Eurodomus 3 de Milan. Il ne rencontre pourtant pas de succès commercial à ses débuts, mais devient emblématique du mouvement du groupe Memphis dans les années 1980. Durant cette dernière décennie et celle qui suit, le miroir peut être aperçu chez des célébrités ou dans des magazines.
Ce n'est qu'au milieu des années 2010 qu'il se démocratise avec l'émergence notamment de la culture Instagram avec ses influenceurs web. Il est ainsi adopté dans les intérieurs contemporains de personnalités comme Bella Hadid (mannequin américain), Nicolas Ghesquière (styliste français), Lena Dunham (actrice américaine), Frank Ocean (auteur-compositeur-interprète américain), Léna Situations (influenceuse française) ou Hannah Strafford-Taylor (influenceuse britannique). Au début des années 2020, pour charmer les communautés des médias sociaux, certains établissements recourent à des architectes d'intérieur qui n'hésitent pas à intégrer ce miroir dans la décoration ; c'est le cas de deux enseignes à Paris : l'hôtel Amour et le restaurant Paris-New York (PNY),.

## Structure
Le grand miroir mesure 180 centimètres de hauteur pour 100 de large. Il est entouré d'un néon prenant une teinte rosâtre quand allumé, le matériau par défaut étant blanc,. Ses courbes ne sont pas sans rappeler une silhouette sinueuse de chevelure, évoquant la sensualité féminine. Son design permet d'inscrire facilement l'objet dans un décor quelconque.

## Accessibilité
Édité par Poltronova, il faut compter entre 8 000 et 15 000 euros pour l'acquisition d'un miroir. Les premières éditions sont encore plus cotées,. Devant ces prix, des créateurs proposent des tutoriels pour en réaliser chez soi grâce aux produits de magasins d'ameublements (comme Ikea) ; des plateformes de commerce en ligne (comme AliExpress) mettent en vente des répliques dans une fourchette de 30 à 100 euros.